# Kammstachelratten
Die Kammstachelratten (Echimys) sind eine Nagetiergattung in der Familie der Stachelratten (Echimyidae). Die Arten der Gattung kommen in Südamerika vor.

## Taxonomie
Innerhalb der Unterfamilie der Eigentlichen Stachelratten (Echimyinae), zu denen die Gattung zählt, erfolgten in jüngerer Zeit verschiedene taxonomische Revisionen, die noch nicht vollständig abgeschlossen sind. Möglicherweise ist die Unterfamilie in ihrer derzeitigen Zusammenstellung paraphyletisch. Von den 14 Arten, die noch in den 1990er Jahren in der Gattung Echimys gelistet wurden, sind laut Mammal Species of the World (2005) und Weltnaturschutzunion 11 bzw. 12 Arten in die Gattungen Callistomys, Makalata, Pattonomys sowie Phyllomys  ausgegliedert.
Folgende zwei Arten verbleiben in der Gattung.
- Die Weißgesicht-Kammstachelratte (Echimys chrysurus) lebt im Nordosten Brasiliens, im Osten Venezuelas und in der Region Guyanas. Sie ist durch einen weißen Streifen von der Nasenspitze bis zum Hinterkopf gekennzeichnet.
- Die Dunkle Kammstachelratte (Echimys saturnus) ist in Ecuador und Peru heimisch.

Weiterhin enthält die Gattung eine 2005 neu beschriebene Art.
- Vieiras Kammstachelratte (Echimys vieirai) konnte vereinzelt in den brasilianischen Bundesstaaten Amazonas und Pará angetroffen werden.

## Merkmale
Die folgenden Informationen beziehen sich auf alle Arten, die 1999 zur Gattung zählten. Sie erreichen eine Kopf-Rumpf-Länge von 17 bis 35 cm, eine Schwanzlänge von 15 bis 37 cm sowie ein Gewicht von 194 bis 890 g. Wie bei vielen anderen Stachelratten besteht das Fell der Oberseite aus Borsten und Stacheln. Es hat meist eine braune bis schwarzbraune Farbe, während die Unterseite hellbraun bis weiß gefärbt ist. Innerhalb der Gattung kann der Schwanz eine buschige Quaste oder Schuppen tragen.

## Lebensweise
Die Kammstachelratten halten sich meist an Flussufern oder in zeitweise überfluteten Regionen auf.  Sie bewegen sich nicht so agil wie Eichhörnchen im Geäst. Allgemein kommen pro Exemplar zwei Unterschlupfe vor, die in Baumhöhlen oder in hohlen Baumstämmen liegen. Die Verstecke werden mit trockenem Laub gepolstert. Am Tage ruhen die Tiere vorwiegend im oberen Versteck. Bei den Echimys-Arten wurden öfter kleinere Gruppen observiert. Soweit bekannt besteht ein Wurf aus Zwillingen.